# Světový pohár v biatlonu 2016/2017 – Östersund

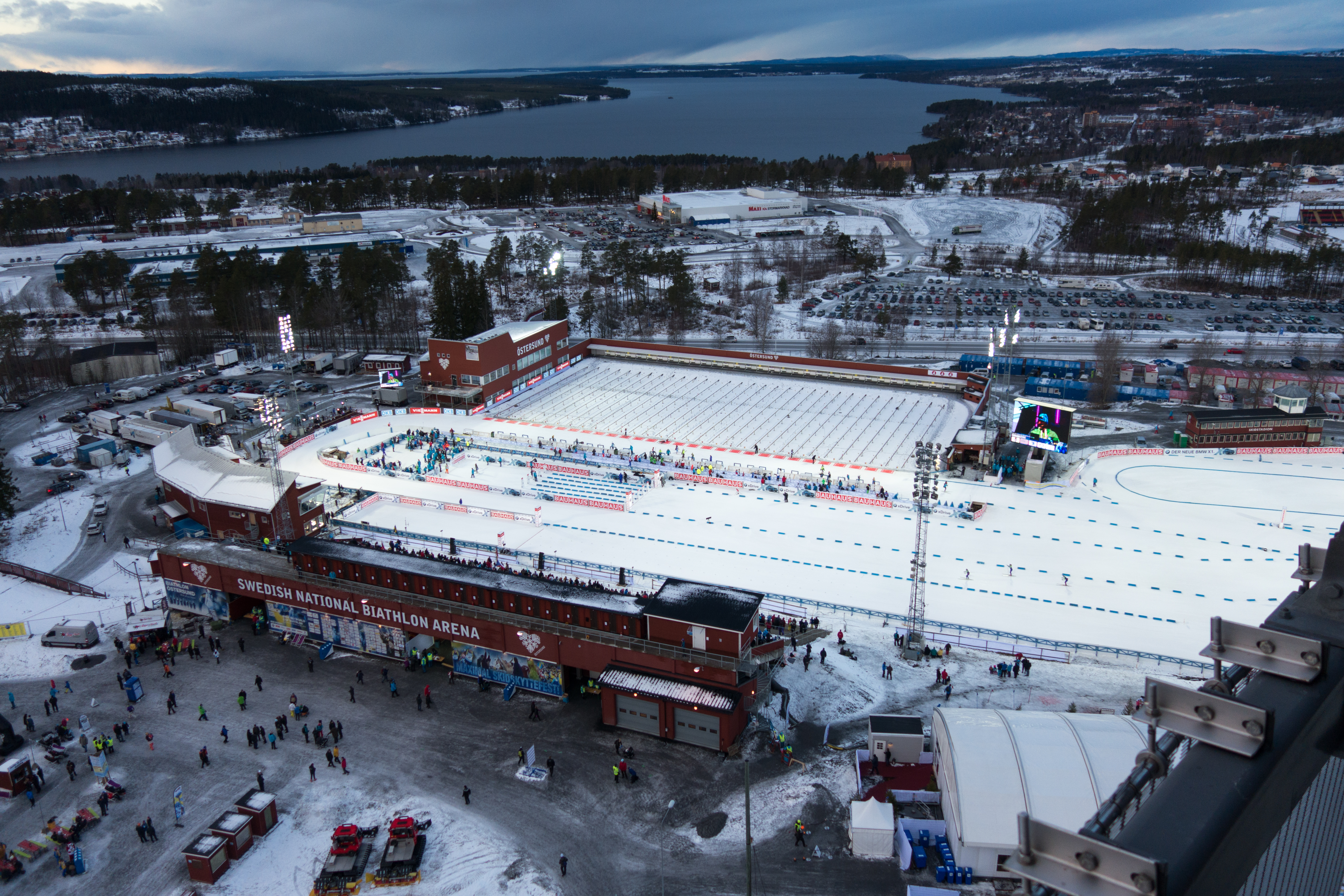
Dějiště světového poháru Skidskyttestadion ve švédském Östersundu (2015)

1. podnik Světového poháru v biatlonu v sezóně 2016/17 probíhal od 25. listopadu do 4. prosince 2016 ve švédském Östersundu. Na programu podniku byly vytrvalostní závody, závody ve sprintech, stíhací závody, smíšená štafeta a smíšený závod dvojic.

## Program závodů
Oficiální program:
| Datum         | Disciplína                | Začátek (SEČ) | Počet závodníků |
| ------------- | ------------------------- | ------------- | --------------- |
| 27. listopadu | Smíšená štafeta           | 15:30         | 24 týmů         |
| 27. listopadu | Smíšený závod dvojic      | 18:10         | 26 dvojic       |
| 30. listopadu | Vytrvalostní závod (ženy) | 18:00         | 100             |
| 1. prosince   | Vytrvalostní závod (muži) | 18:00         | 104             |
| 3. prosince   | Sprint (ženy)             | 11:45         | 103             |
| 3. prosince   | Sprint (muži)             | 14:45         | 105             |
| 4. prosince   | Stíhací závod (ženy)      | 11:15         | 60              |
| 4. prosince   | Stíhací závod (muži)      | 13:20         | 60              |

## Průběh závodů

### Smíšená štafeta
Tento první závod nové sezóny zahájila Veronika Vítková podobně jako minulý závod v Canmore – pří střelbě vleže jí nestačily náhradní náboje, musela na trestný okruh a do druhého kola odjížděla předposlední. Pak se zlepšovala a Gabriele Koukalové předávala na 13. místě. Ta také českou pozici vylepšila: sice jí při první střelbě nešel nabít náhradní náboj a vyvléklo se jí poutko; při druhé střelbě spotřebovala všech osm nábojů, ale ostatní závodnice chybovaly v náhlém poryvu větru podobně. Oba mužští účastníci štafety – Ondřej Moravec a Michal Šlesingr – předvedli velmi dobrý výkon: zastříleli všechny položky čistě a udržovali se na pátém až sedmém místě. V cílové rovině pak svedl Moravec souboj s Fredrikem Lindströmem ze Švédska, který jej však v cíli předstihl o několik centimetrů. Český tým tak dojel sedmý. Zvítězili Norové, když se bezchybně střílející Ole Einar Bjørndalen dostal v polovině svého úseku do čela a Johannes Thingnes Bø pak náskok jen navyšoval.

### Závod smíšených dvojic
Do tohoto sprinterského závodu nastoupila za český tým dvojice Eva Puskarčíková – Michal Krčmář. Puskarčíková začala, podobně jako Vítková v předcházejícím závodě, špatně: udělala pět chyb (za celý závod pak deset), jela na dvě trestná kola a předávala na 17. místě. Krčmář jel lépe, ale ani jeho výkon na lepší než 14. místo v cíli nestačil. Zvítězili Francouzi Marie Dorinová Habertová a Martin Fourcade, kteří dlouho bojovali o první místo s Lisou Hauserovou a Simonem Ederem z Rakouska.

### Vytrvalostní závody
Když Veronika Vítková zasáhla v první střelbě jen dva terče z pěti, nikdo nečekal, že bude nakonec nejlepší z českých biatlonistek. Velká část závodu probíhala za silného větru, takže střelecké výsledky většiny závodnic byly hodně nevyrovnané – některé odkládaly jednotlivé střely a strávily na střelnici i jednu a půl minuty. Gabriela Soukalová, které udělala celkem sedm chyb, z toho šest vstoje, skončila na 17. místě; přitom běžecky dosáhla druhého nejlepšího času. Ještě nevyrovnanější byla Eva Puskarčíková, která tři položky zastřílela čistě, ale při druhé střelbě vleže zaujala špatně polohu, udělala čtyři chyby a dokončila závod jako patnáctá. Další dvě Češky skončily na nebodovaných pozicích: Lucie Charvátová na 41. a Jessica Jislová na 52. místě. Šestou závodnici, i když měl na to nárok, český tým nenasadil. Zvítězila nejlépe běžící a dobře střílející Němka Laura Dahlmeierová před pomalejší Francouzkou Anaïs Bescondovou. Třetí dojela jediná závodnice s čistou střelbou – Běloruska Darja Jurkevičová. Nejlepší biatlonistky dlouho ohrožovala Vanessa Hinzová, která chybovala až při poslední střelbě, navíc jí docházely síly a nakonec doběhla až desátá.
Závod mužů neovlivnil vítr tolik jako předcházející závod žen, přesto mezi závodníky nebyl ani jeden s čistou střelbou. Zvítězil Martin Fourcade, který udělal dvě chyby pouze při položce vstoje ovlivněné větrem. Českým závodníkům se nedařilo: nejlepší dojel se třemi nezasaženými terči Ondřej Moravec na 17. místě.

### Sprinty
České reprezentantky v tomto závodě střílely vleže kromě Jessicy Jislové čistě. Vstoje však byla bezchybná jen Gabriela Soukalová, která přidala – především v prvních dvou kolech – rychlý běh a dojela na třetím místě. Eva Puskarčíková po jedné chybě vstoje skončila na 15. místě. Lucie Charvátová se dopustila dvou chyb, které ale vyrovnala rychlým během a především velmi rychlou střelbou, a dojela o tři místa za Puskarčíkovou. Veronika Vítková sice poprvé v tomto ročníku světového poháru zastřílela první střelbu čistě, ale při druhé udělala tři chyby a skončila až na 35. místě. V závodě, který se jel za bezvětří, zvítězila Marie Dorinová Habertová, která střílela skoro nejpomaleji ze všech závodnic, ale vše napravila nejrychlejším během a čistou střelbou. Druhá Kaisa Mäkäräinenová sice udělala jednu chybu, ale přidala rychlou střelbu a v posledním kole výrazně zrychlila.
Při sprintu mužů vanul silnější vítr než v předcházejícím závodě žen, ale střelby neovlivnil. S výrazným, více než 40sekundovým náskokem vyhrál Martin Fourcade z Francie. Na dalších místech byly výsledky velmi vyrovnané: druhý dojel domácí Fredrik Lindström a dvě sekundy za ním Němec Arnd Peiffer. Michal Šlesingr, který udělal jednu chybu (při první střelbě), dojel na 17. místě. Z dalších českých závodníků dosáhl na body jen Ondřej Moravec, který skončil na 33. pozici. Stejně jako v předchozím vytrvalostním závodu se nedařilo Jaroslavu Soukupovi, který jel svůj 250. závod ve světovém poháru – s celkově čtyřmi nezasaženými terči dojel 93. ze 105 závodníků.

### Stíhací závody
Do tohoto závodu vyjížděla Gabriela Soukalová jako třetí, ale při první střelbě střílela čistě a tím předjela Kaisu Mäkäräinenovou i dosud vedoucí Marii Dorinovou Habertovou, které udělaly jednu a dvě chyby. Začala jí stíhat také bezchybně střílející Laura Dahlmeierová, ale Koukalová její útok odrazila a když na druhé střelbě zastřílela oproti svým nejbližším soupeřkám čistě, odjížděla s téměř půlminutovým náskokem. Její jediná chyba přišla na třetí střelbě, ale i zde si uchovala 17sekundový náskok před Mäkäräinenovou. Ta sice tento odstup během předposledního kola stáhla na pět sekund, ale při poslední střelbě udělala dvě chyby, čímž vypadla z boje o medailové umístění. Protože Koukalová při střelbě opět nechybovala, získala zpátky 17sekundový náskok, tentokrát na Italku Wiererovou a především bezchybnou Dahlmeierovou. Tato výborná běžkyně Koukalovou dojížděla, ale na méně než osm sekund se jí nepřiblížila. Koukalová tak získala svůj 13. titul v individuálních závodech, první pod svým novým příjmením. Radost v cíli však projevovaly i další české biatlonistky: Eva Puskarčíková dojela s dvěma chybami osmá, což bylo její nejlepší umístění v kariéře. Lucie Charvátová udělala na střelnici o jednu chybu více a skončila dvanáctá. I pro místo však pro ní znamenalo druhé nejlepší umístění v závodech světového poháru. Úspěšná byla i Veronika Vítková, která se stejným počtem chyb dokončila na 18. místě, čímž se posunula o 17 příček dopředu oproti své startovní pozici. Všechny české reprezentantky tak dojely do 20. místa.
Do závodu mužů vyjížděl s velkým náskokem Martin Fourcade. Při první položce však nezasáhl dva terče a jeho náskok se snížil na osm sekund před čistě střílejícím Rusem Antonem Babikovem. Když však Fourcade další dvě střelby zvládl čistě, opět si vypracoval více než půlminutový náskok. Při poslední střelbě vstoje však opět dvakrát chyboval a dostal se před něj jak Babikov, tak Maxim Cvetkov. V posledním kole začal Fourcade oba Rusy dojíždět, ale předjet se mu je už nepodařilo. První dojel do cíle Babikov, pro kterého to bylo první vítězství v závodech světového poháru. Čeští závodníci sice do boje o stupně vítězů nezasáhli, ale kromě
Michala Šlesingra si všichni výrazně vylepšili svoji startovní pozici. Nejlepší byl Michal Krčmář, který v posledním kole úspěšně odrazil všechny útoky Antona Šipulina a získal sedmé místo, čímž se posunul o 31 pozic oproti startu. Také Ondřej Moravec se osmnáctým místem výrazně zlepšil.

## Pořadí zemí
| Pořadí | Země      | 1. místo | 2. místo | 3. místo | Celkově |
| ------ | --------- | -------- | -------- | -------- | ------- |
| 1.     | Francie   | 4        | 1        | 1        | 6       |
| 2.     | Německo   | 1        | 2        | 2        | 5       |
| 3.     | Norsko    | 1        | 1        | 0        | 2       |
| 3.     | Rusko     | 1        | 1        | 0        | 2       |
| 5.     | Česko     | 1        | 0        | 1        | 2       |
| 6.     | Finsko    | 0        | 1        | 0        | 1       |
| 6.     | Rakousko  | 0        | 1        | 0        | 1       |
| 6.     | Švédsko   | 0        | 1        | 0        | 1       |
| 9.     | Bělorusko | 0        | 0        | 2        | 2       |
| 9.     | Itálie    | 0        | 0        | 2        | 2       |
|        | Celkem    | 8        | 8        | 8        | 24      |

## Umístění na stupních vítězů

### Muži
| Disciplína                 | První místo     | Výkon             | Druhé místo          | Výkon             | Třetí místo      | Výkon             |
| Vytrvalostní závod (20 km) | Martin Fourcade | 51:33,8 (0+2+0+0) | Johannes Thingnes Bø | 52:03,3 (0+0+0+2) | Vladimir Čepelin | 52:51,8 (1+0+0+0) |
| Sprint (10 km)             | Martin Fourcade | 23:31,9 (0+0)     | Fredrik Lindström    | 24:13,4 (0+0)     | Arnd Peiffer     | 24:15,5 (0+0)     |
| Stíhací závod (12,5 km)    | Anton Babikov   | 31:22,3 (0+0+1+0) | Maxim Cvetkov        | 31:32,8 (0+0+0+0) | Martin Fourcade  | 31:38,0 (2+0+0+2) |

### Ženy
| Disciplína                 | První místo              | Výkon             | Druhé místo         | Výkon             | Třetí místo        | Výkon             |
| Vytrvalostní závod (15 km) | Laura Dahlmeierová       | 46:14,0 (0+0+1+1) | Anaïs Bescondová    | 46:29,8 (0+0+0+1) | Darja Jurkevičová  | 47:31,1 (0+0+0+0) |
| Sprint (7,5 km)            | Marie Dorinová Habertová | 20:09,7 (0+0)     | Kaisa Mäkäräinenová | 20:21,1 (0+1)     | Gabriela Soukalová | 20:29,8 (0+0)     |
| Stíhací závod (10 km)      | Gabriela Soukalová       | 31:43,3 (0+0+1+0) | Laura Dahlmeierová  | 31:51,7 (0+1+1+0) | Dorothea Wiererová | 32:04,7 (0+0+0+0) |

### Smíšené štafety
| Disciplína                        | První místo                                                                                | Výkon                                                     | Druhé místo                                                                   | Výkon                                                     | Třetí místo                                                             | Výkon                                                     |
| Smíšený závod dvojic (6 + 7,5 km) | Francie Marie Dorinová Habertová Martin Fourcade                                           | 35:43,5 (0+0) (0+2) (0+0) (0+0) (0+0) (0+1) (0+1) (0+0)   | Rakousko Lisa Hauserová Simon Eder                                            | 35:59,5 (0+1) (0+1) (0+1) (0+0) (0+1) (0+1)               | Německo Franziska Preussová Erik Lesser                                 | 36:08,7 (0+0) (0+1) (0+1) (0+0) (0+0) (0+2)               |
| Smíšená štafeta (2x6 + 2x7,5 km)  | Norsko Marte Olsbuová Fanny Hornová Birkelandová Johannes Thingnes Bø Ole Einar Bjørndalen | 1:10:57,1 (0+1) (0+1) (0+0) (0+3) (0+0) (0+0) (0+1) (0+0) | Německo Franziska Hildebrandová Laura Dahlmeierová Benedikt Doll Arnd Peiffer | 1:11:30,8 (0+0) (0+1) (0+0) (0+3) (0+0) (0+1) (0+1) (0+0) | Itálie Lisa Vittozziová Dorothea Wiererová Lukas Hofer Dominik Windisch | 1:11:41,3 (0+3) (0+1) (0+2) (0+1) (0+0) (0+3) (0+1) (0+1) |